# Cheiracanthium klabati
Cheiracanthium klabati is een spinnensoort uit de familie Cheiracanthiidae.
De wetenschappelijke naam van de soort werd in 1911 gepubliceerd door P. Merian.